# Réseau Art Nouveau Network
Réseau Art Nouveau Network – związek miast secesyjnych założony w 1999 roku z inicjatywy Helsinek, Barcelony, Glasgow, Budapesztu i Brukseli - miast mogących się poszczycić dużym bogactwem sztuki secesyjnej.
Sieć postawiła sobie za cel badanie, ochronę i upowszechnianie zasobów związanych z secesją. W roku 2006 do sieci przystąpiła Łódź i była jedynym polskim miastem należącym do związku.

## Sieć Miast Secesyjnych
- Ålesund
- Aveiro
- Bad Nauheim
- Barcelona
- Bruksela
- Budapeszt
- Darmstadt
- Glasgow
- Hawana
- Helsinki
- La Chaux-de-Fonds
- Lombardia (region Włoch)
- Łódź
- Lublana
- Nancy
- Palermo
- Reus
- Ryga
- Terrassa
- Tbilisi
- Varese
- Wiedeń